# Sitta leucopsis
Sitta leucopsis е вид птица от семейство Sittidae.

## Разпространение
Видът е разпространен в Афганистан, Индия, Китай, Непал и Пакистан.